# Chun Woo-hee
Chun Woo-hee (* 20. April 1987 in Icheon, Südkorea) ist eine südkoreanische Schauspielerin.

## Leben
Chun Woo-hee wurde 1987 in Icheon in Südkorea geboren. Ihre Schauspielkarriere begann 2004 in dem Film Love, So Divine. Seitdem hatte sie kleinere Rollen und Nebenrollen in einigen Filmen, darunter eine Nebenrolle in dem Kassenschlager Sunny (2011). Ihren großen Durchbruch hatte sie 2014 mit der Hauptrolle in dem Independentfilm Han Gong-ju von Lee Su-jin. Darin verkörpert sie eine Schülerin, die von 43 Jungen vergewaltigt wird. Zuvor spielte sie Nebenrollen in vielen Filmen. Für ihre Rolle erhielt sie den Blue Dragon Award in der Kategorie Beste Hauptdarstellerin. Der Film basiert auf einem Vergewaltigungsverbrechen, dass sich in der Stadt Miryang ereignete und dessen Fall viel Aufsehen erregte.
2016 spielte sie eine Hauptrolle als mysteriöse Frau in dem Thriller The Wailing – Die Besessenen von Na Hong-jin, der seine Premiere auf den Internationalen Filmfestspielen von Cannes feierte.
2019 spielte sie in Lee Su-jin zweiten Film eine illegale Einwanderin in dem Thriller Idol Im selben Jahr spielte sie die Hauptrolle in Lee Byeong-heons Fernsehserie Be Melodramatic.

## Filmografie

### Filme
- 2004: Love, So Divine (신부수업)
- 2006: Herb (허브)
- 2009: Mother
- 2009: In Between (사이에서 Sai-eseo)
- 2010: The Boy from Ipanema (이파네마 소년)
- 2011: Sunny (써니)
- 2012: As One (코리아 Korea)
- 2012: 26 Years (26년)
- 2013: Han Gong-ju (한공주)
- 2014: Thread of Lies (우아한 거짓말 Uahan Geojitmal)
- 2014: Tazza: The Hidden Card (타짜: 신의 손, Cameo)
- 2014: Cart (카트)
- 2015: The Piper (손님 Sonnim)
- 2015: The Beauty Inside (뷰티 인사이드)
- 2015: Love, Lies (해어화 Haeeohwa)
- 2016: The Wailing – Die Besessenen (kor. 곡성, Hanja 哭聲, rev. Gokseong)
- 2017: One Day (어느날 Eoneu Nal)
- 2018: Heung-boo: The Revolutionist (흥부 Heungbu)
- 2018: Maggie (메기)
- 2019: Idol (우상 Usang)
- 2019: I Want to Know Your Parents (니 부모 얼굴이 보고 싶다)
- 2019: Vertigo (버티고)

### Fernsehserien
- 2011: Vampire Idol (뱀파이어 아이돌)
- 2014: Chuljunghan Yeoja (출중한 여자)
- 2017: Argon (아르곤)
- 2019: Be Melodramatic (멜로가 체질 Melloga Chejil)
- 2024: The 8 Show (더 에이트 쇼)
- 2024: Beinahe Helden (The Atypical Family – 히어로는 아닙니다만)